# AU565
AU565 (亦稱ATCC CRL-2351) 是可用於研究乳癌細胞分化情況的人類乳癌細胞系，此細胞系會過度表達HER2/neu基因及其受體。巨大的花邊狀細胞核被扁平的細胞質包圍是AU565的一個特徵，而且AU565細胞的一小部分會帶有酪蛋白和大脂肪滴等。AU565及SK-BR-3均分離自同一名43歲高加索女性乳癌患者的細胞系。

## 外部連結
- Cellosaurus entry for AU565（页面存档备份，存于）